# Pat Cash
Patrick "Pat" Cash, född 27 maj 1965 i Melbourne, Victoria, är en australisk högerhänt tidigare professionell tennisspelare. 1987 vann han singeltävlingen i Wimbledonmästerskapen.

## Tenniskarriären
Pat Cash blev professionell tennisspelare på ATP-touren 1982. Han vann 1982-1990 totalt sju singeltitlar och 12 dubbeltitlar på ATP-touren. Han rankades som bäst världsfyra i singel 1988.
Cash blev först känd som en talangfull juniorspelare som vann juniortitlarna i Wimbledonmästerskapen och US Open 1982. Som nyblivet proffs vann han 1982 sin första seniortitel (ATP-singeltiteln i Melbourne).
Som 19-åring nådde han semifinalen i Wimbledon (1984). Han mötte där John McEnroe och förlorade i tre raka set. I september samma år pressade han Ivan Lendl i fem set i semifinalen i US Open, innan han slutligen fick se sig slagen. 
År 1987 nådde Pat Cash final i två Grand Slam-turneringar. Den första var på gräs i Australiska öppna där han mötte svensken Stefan Edberg. Cash förlorade finalen som utvecklades till en hård femsetsmatch (3-6, 4-6, 6-3, 7-5, 3-6). Den andra finalen, i Wimbledonmästerskapen, nådde han efter att ha besegrat svensken Mats Wilander i kvartsfinalen och amerikanen Jimmy Connors i semifinalen. I finalen mötte han världsettan Ivan Lendl, som han besegrade med 3-0 i set (7-6, 6-2, 7-5). Cash vann därmed sin första och enda singeltitel i en GS-turnering.
År 1988 mötte han Mats Wilander i finalen i Australiska öppna och förlorade den mycket jämna matchen över fem set (3-6, 7-6, 6-3, 1-6, 6-8).
Cash drabbades av en serie skador under säsongen 1988, bland annat i en hälsena, knä och rygg. Trots detta spelade han full ATP-tour även under 1989. Sin sista titel vann han 1990 i Hongkong. Han fortsatte dock med ett oregelbundet turneringsspelande ända till 1997. 
Pat Cash är den yngste spelare som deltagit i en världsfinal i Davis Cup, det var som 17-åring (1983). Cash kom att spela avgörande match i finalen mellan Australien och Sverige. Han kom i underläge mot Joakim Nyström med 0-2 i set, men lyckades vända matchen och vinna. Australien vann därmed cupen med 3-2 i matcher. År 1986 upprepades förloppet, Sveriges Mikael Pernfors förlorade mot Pat Cash i den avgörande matchen, varvid Australien åter vann cup-titeln.

## Spelaren och personen
Pat Cash spelstil, attackerande serve-volley, var bäst lämpad för gräsunderlag där han vann sina flesta segrar. 
Efter avslutad tenniskarriär ägnar sig Pat Cash åt olika former av välgörenhet, och har också startat en egen organisation för detta. Han är dessutom utövande musiker och spelar gitarr sitt eget band Wild Colonial Boys. 
Han gav 2002 ut sin självbiografi Uncovered.
Han är största delen av året bosatt i London. 

## Grand Slam-finaler, singel (3)

### Titlar (1)
| År   | Mästerskap            | Finalmotståndare | Resultat      |
| 1987 | Wimbledonmästerskapen | Ivan Lendl       | 7–6, 6–2, 7–5 |

### Finalförluster (2)
| År   | Mästerskap        | Finalmotståndare | Resultat                |
| 1987 | Australiska öppna | Stefan Edberg    | 6–3, 6–4, 3–6, 5–7, 6–3 |
| 1988 | Australiska öppna | Mats Wilander    | 6–3, 6–7, 3–6, 6–1, 8–6 |